# 石川長貞
石川 長貞（いしかわ ながさだ）は、室町時代の武将。姓は石河とも記される。丹後一色氏の家臣。若狭国今富名代官。

## 概要
明徳3年（1392年）に一色満範が丹後守護に就任すると、長貞はこれに従った。また、同年の相国寺供養の際には範満の弟・範貞に従っている。
応永6年（1399年）6月に、若狭国今富名代官であった小笠原長春が丹後守護の一色詮範・一色満範との抗争に敗れ、与謝郡石川城で自害させられると、長春に代わって今富名の代官に任じられた。
満範が守護の時代には、在京奉行の筆頭として活動した。
代官職は応永20年（1413年）1月に子の勘解由左衛門尉長祐へと譲られた。